# Solva kinabalu
Solva kinabalu är en tvåvingeart som beskrevs av Norman E. Woodley 2004. Solva kinabalu ingår i släktet Solva och familjen lövträdsflugor. Inga underarter finns listade i Catalogue of Life.